# 博多遺跡群

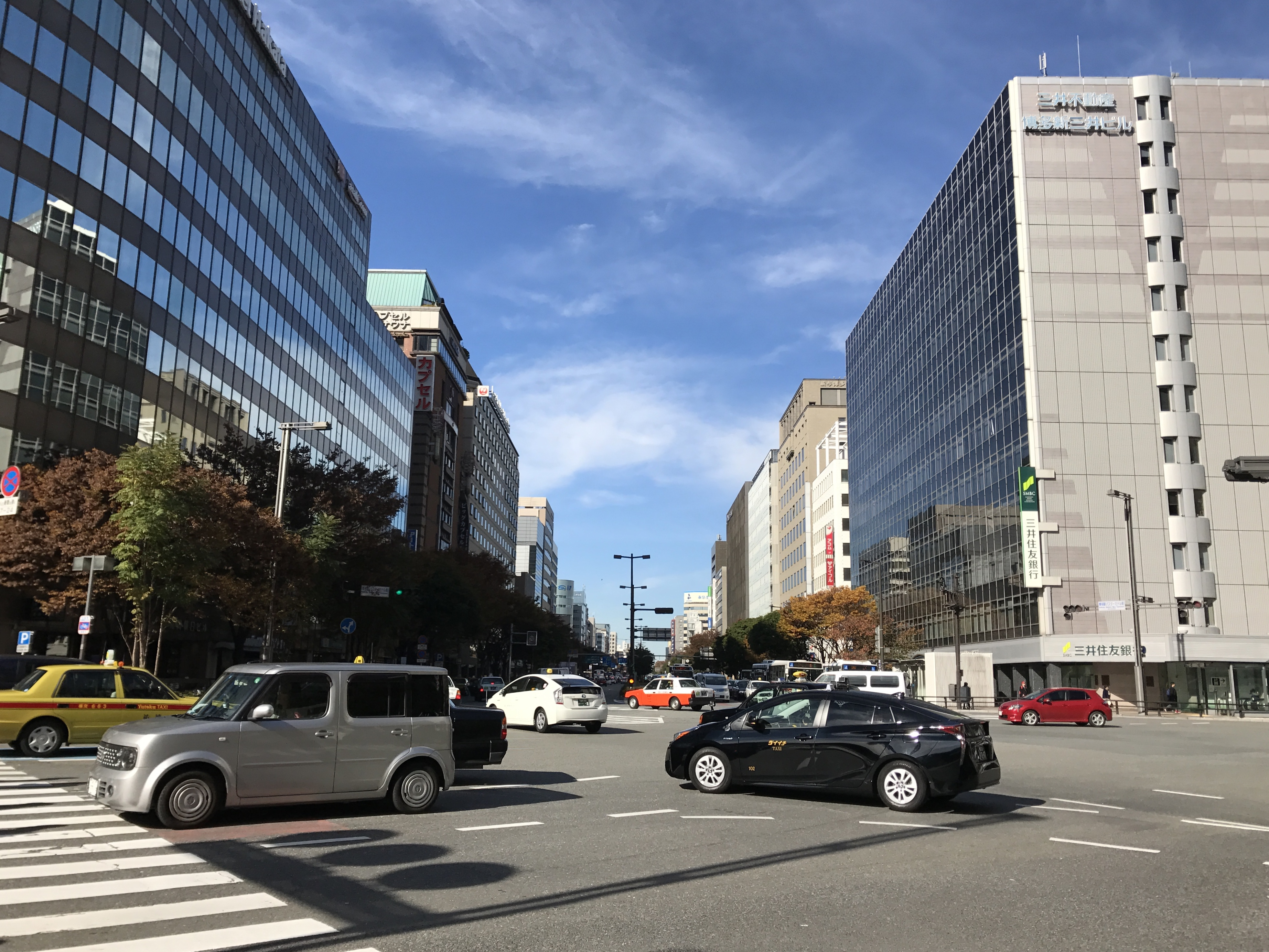
博多駅前より望む大博通り。この道路を中軸とする那珂川・御笠川に挟まれた南北1.6キロメートル×東西0.8キロメートルの砂丘地帯には、古代以来の遺物包含層と遺構群が埋没し、博多遺跡群を形成している。

博多遺跡群（はかたいせきぐん）は、福岡県福岡市博多区のJR博多駅北西部を中心に分布する、弥生時代から古代・中世・近世・近代・現代にかけての複合遺跡。特に古代以来、貿易により栄えた港湾都市・博多の中枢をなす遺跡群として知られる。一部は「博多遺跡」として国の史跡に指定されている。

## 概要
JR博多駅北西側の、那珂川と御笠川に挟まれた砂丘地帯を中心に分布する。遺跡範囲は大博通りを中軸として、南北1.6キロメートル×東西0.8キロメートルを測る。
1977年（昭和52年）の福岡市地下鉄空港線建設工事に先立つ発掘調査により、古代以来の遺構面と遺物包含層が比較的良好に埋没していることが判明し調査が本格化した。各種遺構のほか、大量の輸入陶磁器等が出土し、博多が中世に国際貿易都市であったことの考古学上の裏付けとなっている。
また同砂丘地帯には、中世以前からも人類の活動が見られ、中世遺構面より下層には弥生時代の甕棺墓群や奈良時代の官衙遺構があり、1985年（昭和60年）頃には古墳時代の博多1号墳が発見された。
国の史跡に指定された地点（博多遺跡、博多区上川端町97番1）以外の遺跡範囲における発掘調査は、2023年（令和5年）現在も続けられており、同年3月時点で、2020年（令和2年）11月から2021年（令和3年）1月にかけて実施された「アパホテル博多祇園駅前」の建設に伴う第244次調査の発掘調査報告書が刊行されている。

## 文化財

### 重要文化財
同遺跡群から出土した陶磁器（中国、朝鮮、東南アジアからの輸入品と日本製のものを含む）、土器、木器、金属製品、石製品などのうち、特に重要性が高いとされる2138点が、2017年（平成29年）に「福岡県博多遺跡群出土品」として一括して国の重要文化財に指定された。

### 国の史跡
上川端町97番1（住居表示では上川端町6番）で検出された、平安時代後半（11世紀後半-12世紀前半）の港湾施設とみられる石積（護岸）遺構が、日本最古級の貿易都市・博多の実態を表す遺構として、2024年（令和6年）2月21日に国の史跡に指定された。